# Zwitserland op het Eurovisiesongfestival 2000
Zwitserland nam deel aan het  Eurovisiesongfestival 2000, gehouden in Stockholm, Zweden. Het was de 43ste deelname van het land.

## Selectieprocedure
Net zoals hun laatste deelname koos men er deze keer voor om een nationale finale, de Concours Eurovision, te organiseren.
| Volgorde | Artiest           | Lied                        | Punten | Plaats |
| -------- | ----------------- | --------------------------- | ------ | ------ |
| 1        | Jane Bogaert      | "La vita cos'e'"            | 35     | 1ste   |
| 2        | Nubya & Al Walser | "Just 4 you"                | 30     | 2de    |
| 3        | Autseid           | "Glückstränä"               | 16     | 5de    |
| 4        | Charlotte Mahoney | "Generation"                | 23     | 4de    |
| 5        | Elisabeth White   | "Thank you for the flowers" | 25     | 3de    |
| 6        | Lauranne          | "Vous"                      | 15     | 6de    |

## In Stockholm
Zwitserland moest als 16de aantreden op het festival, net na Duitsland en voor Kroatië. Op het einde van de puntentelling bleek dat ze 14 punten hadden verzameld, wat goed was voor een 20ste plaats.
Nederland en België gaven respectievelijk 6 en 0 punten aan deze inzending.

### Gekregen punten

#### Finale
| 12 punten | 10 punten | 8 punten | 7 punten  | 6 punten     |
| --------- | --------- | -------- | --------- | ------------ |
|           |           |          |           | - Nederland  |
| 5 punten  | 4 punten  | 3 punten | 2 punten  | 1 punt       |
| - Rusland |           |          | - Letland | - Oostenrijk |

### Punten gegeven door Zwitserland

#### Finale
Punten gegeven in de finale:
| 12 punten | Duitsland  |
| 10 punten | Denemarken |
| 8 punten  | Ierland    |
| 7 punten  | Letland    |
| 6 punten  | Kroatië    |
| 5 punten  | Turkije    |
| 4 punten  | Oostenrijk |
| 3 punten  | Zweden     |
| 2 punten  | Rusland    |
| 1 punt    | Spanje     |

1956 · 1957 · 1958 · 1959 · 1960 · 1961 · 1962 · 1963 · 1964 · 1965 · 1966 · 1967 · 1968 · 1969 · 1970 · 1971 · 1972 · 1973 · 1974 · 1975 · 1976 · 1977 · 1978 · 1979 · 1980 · 1981 · 1982 · 1983 · 1984 · 1985 · 1986 · 1987 · 1988 · 1989 · 1990 · 1991 · 1992 · 1993 · 1994 · 1995 · 1996 · 1997 · 1998 · 1999 · 2000 · 2001 · 2002 · 2003 · 2004 · 2005 · 2006 · 2007 · 2008 · 2009 · 2010 · 2011 · 2012 · 2013 · 2014 · 2015 · 2016 · 2017 · 2018 · 2019 · 2020 · 2021 · 2022 · 2023 · 2024 · 2025